# 2023年大阪市長選舉
2023年大阪市長選舉（日语：／）是日本在2023年（令和5年）4月9日第20屆統一地方選舉中進行的選舉，目的是選出大阪市長。現任市長松井一郎宣布不再續任，將選出新市長。選舉結果由大阪維新會候選人横山英幸當選新一屆市長。

## 基本資訊
現任市長松井一郎的任期屆滿（期日：2023年4月8日），因此進行了這次選舉，松井在2020年10月關於廢除大阪市並建立特別區的投票中因反對票多被否決，他因此表達了在任期滿後退任和引退政壇的意向，所以這次選舉成為新人之間的選舉。

### 選舉期程
- 公告日期：2023年3月26日
- 投票日期：2023年4月9日

### 同日选举
- 大阪府知事选举（预定）
- 大阪府议会选举（预定）
- 大阪市议会选举（预定）将在同一天进行四次选举。

## 候选人
候選人共有5名，按候选人登記的顺序排列。
| 姓名                           | 年龄 | 政黨       | 現新任 | 职业/头衔                                      |
| ------------------------------ | ---- | ---------- | ------ | ---------------------------------------------- |
| 横山英幸 （よこやま ひでゆき） | 41   | 大阪維新會 | 新     | 原大阪府议会议员 大阪維新會干事长 原大阪府职员 |
| 北野妙子 （きたの たえこ）     | 63   | 独立       | 新     | 原大阪市议会议员 自民党前干事大阪市议会        |
| 荒牧康彥 （あらまき やすひこ） | 58   | 独立       | 新     | 餐厅管理                                       |
| 尼彭斯 (ネペンサ)              | 48   | 独立       | 新     | 作家                                           |
| 山崎敏彥 （やまざき としひこ） | 44   | 独立       | 新     | 物理治療師                                     |

### 潛在候选人

#### 大阪维新會候选人
下列人物都参加了大阪维新会市长候选人的初选，但是都落选了（藤田、本田和松浪在第一轮选拔中被淘汰，岡崎在最终选拔中落选）。
- 藤田暁 - 大阪市議會議員（港區選出）
- 本田リエ - 大阪市議會議員（城東區選出）
- 岡崎太 - 大阪市議會議員（東成區選出）
- 松浪健太 - 大阪府議會議員（高槻市・三島郡選出），前眾議院議員

#### 其他候选人
- 山川義保 - 市民团体干部
  - 据报道，他在2023年1月8日考虑参选[2] ，但在2月15日的会议上宣布放弃参选[3] 。他在大阪市城东区参选大阪府议员选举，但以第二名落选（得票率为17.7%），这场选举和市长选举同时进行。

## 时间线
2022年
- 9月30日 - 大阪维新党宣布市长初选候选人[4] 。
- 12月10日 - 大阪维新會市长候选人初选结果，得票最多的横山秀之被宣布为市长选举候选人[5] 。

2023年
- 2月5日 - 政治団体「Update Osaka」計劃支持自民黨大阪市會議員團前幹事長北野妙子參選市長選。[6] 為了獲得廣泛支持，北野離開自民黨並正在調整以無黨籍參選。[7] 同月8日，北野正式宣布參選。[8]
- 2月21日 - 山崎敏彥宣布参选并召开记者会。[9]
- 2月26日，北野妙子向自民党提交退党申請，並在當日被接受。[10]
- 2月27日 - 荒卷靖彥在記者會上宣布參選。[11]
- 3月7日 - 安達真（藝名：ネペンサ）在記者會上宣布參選。[12]

## 脚注

### 注解
1. ↑  本名：安達真（あだち しん）